# فرهاد ورهرام
فرهاد ورهرام (زاده ۱۳۲۷، بروجرد) پیشکسوت مستندساز، فیلمبردار، محقق، کارگردان، عکاس، تهیه‌کننده و نویسنده ایرانی است.

## زندگی‌نامه
فرهاد ورهرام متولد ۱۳۲۷ در بروجرد است. وی در مدرسه عالی تلویزیون و سینما، رشته فیلم‌برداری را نیمه‌تمام و در دانشکده هنرهای دراماتیک تهران رشته کارگردانی سینما را خواند، ورهرام فعالیت هنری خود را از سال ۱۳۵۲ آغاز کرد. تاکنون در زمینه فیلمبرداری، کارگردانی، تحقیق و عکاسی فعالیت‌های مختلفی داشته‌است، از جمله فعالیت‌های هنری وی برگزاری چند نمایشگاه عکس در ایران، فرانسه و اتریش بوده‌است. علایق اولیه ورهرام به سینما از سینمایی در بروجرد به‌نام «سینما داریوش» آغاز می‌شود. در آن سینما آثار منتخب تاریخ سینما از سینمای ایتالیا گرفته تا سینمای آمریکا، آلمان و فرانسه به نمایش گذاشته می‌شود. خلاصه آن‌که فرهاد ورهرام پس از دیپلم به تهران می‌آید و در کنکور مدرسه عالی سینما تلویزیون شرکت می‌کند. اما مسئله داشتن کارت پایان خدمت او را راهی سربازی می‌کند. در مهر ماه ۱۳۴۷ به عنوان سپاهی ترویج و آبادانی به سنندج می‌رود. در همین سال‌هاست که با فریدون رهنما آشنا می‌شود و در هیئت یک بازیگر در نقش صنعتگر در فیلم «پسر ایران از مادرش بی‌خبر است» ایفای نقش می‌کند؛ و بعد در کنکور مدرسه عالی تلویزیون پاسخ قبول می‌شود؛ و چند سال بعد است که یعنی در سال ۱۳۵۳ آشنایی دکتر افشار نادری اتفاق می‌افتد که زمینه‌ساز یک جریان عمده در کارهای ورهرام تاکنون است. از مسئولیت واحد فیلم و عکس در بخش مردم‌شناسی مؤسسه مطالعات و تحقیقات اجتماعی دانشگاه تهران آغاز می‌شود و در سال‌های بعد مسئول واحد فیلم و عکس و دستیار تحقیق در مؤسسه پژوهش‌های دهقانی و روستایی ایران؛ و در سال‌های بعد مسئولیت واحد فیلم و عکس و کارشناس تحقیق در مرکز تحقیقات روستایی و اقتصاد کشاورزی می‌شود. آثار سینمایی فرهاد ورهرام در موزه مردم‌شناسی پاریس، موزه مردم‌شناسی وین، فستیوال مردم‌شناسی جهان سوم در فرایبورگ، فستیوال مردم‌شناسی در هلسینکی، خانه سینمای تهران، انجمن فرهنگی ایران و فرانسه، و بیست و دو مرکز فرهنگی داخلی و خارجی به نمایش درآمده‌است.

## تألیفات و تحقیقات
- مونوگرافی «انگور دیم در بوشهر» به عنوان دستیار تحقیق، مؤسسه پژوهش‌های دهقانی و روستایی ایران سال ۱۳۵۶.
- «صید سنتی در ساحل دریای عمان»، تحقیق برای فیلم به عنوان محقق، مؤسسه پژوهش‌های دهقانی و روستایی ایران سال ۱۳۵۸.
- «صید سنتی درساحل خلیج فارس» به عنوان محقق، مرکز تحقیقات روستایی و اقتصاد کشاورزی سال ۱۳۶۰.
- مونوگرافی «هور دورق» (تالاب شادگان)، تحقیق برای فیلم، به عنوان محقق سال ۱۳۶۲.
- بررسی «شیوه‌های تولید برنج در استان‌های گیلان و مازندران»، به عنوان محقق، مرکز تحقیقات روستایی و اقتصاد کشاورزی سال ۱۳۶۲ تا ۱۳۶۳.
- مونوگرافی «کوچ ایل بختیاری»، تحقیق برای فیلم، به عنوان محقق، دفتر مطالعات هامون، سازمان برنامه و بودجه کل کشور سال ۱۳۶۵ تا ۱۳۶۶.
- «آب، باد، خاک (فیلم)» به عنوان محقق، کارگردان امیر نادری جایزه بزرگ بهترین فیلم جشنواره سه قاره نانت، فرانسه، ۱۹۸۹، سال ۱۳۶۴.
- مونوگرافی «برگزاری مراسم شتر کشی در کاشان»، تحقیق برای فیلم، به عنوان محقق سال ۱۳۶۸.
- مونوگرافی «چگونگی استقرار چادرهای عشایر قشقایی در گرمسیر و سردسیر»، به عنوان محقق، دفتر مطالعات هامون، سازمان برنامه و بودجه کل کشور سال ۱۳۶۸ تا ۱۳۶۹.
- مونوگرافی «روستای اورامان تخت و برگزاری مراسم پیر شالیار»، تحقیق برای فیلم، به عنوان محقق، دفتر مطالعات هامون، سازمان برنامه و بودجه کل کشور سال ۱۳۷۳.
- گزارشی از «ترکمن‌های ایرانی»، تحقیق برای فیلم، به عنوان محقق سال ۱۳۷۳.
- «مرگ کوچ» گزارشی از ایل بختیاری، تحقیق برای فیلم به عنوان محقق سال ۱۳۷۴.
- «درختان مقدس»، تحقیق برای فیلم، به عنوان محقق سال ۱۳۷۷.
- گزارشی دربارهٔ سفرنامه «آلفونس گابریل» سیاح اتریشی به نام «عبور از صحاری ایران، تحقیق برای فیلم سال ۱۳۷۸.
- بازنویسی یک سفرنامه، دربارهٔ کویرهای ایران سال ۱۳۸۲ تا ۱۳۸۳.[۳]

## فیلم‌های سینمایی او
- فیلم «گلاب» مستند به عنوان فیلمبردار، کارگردان نادر افشار نادری، تهیه‌کننده مؤسسه پژوهش‌های دهقانی و روستایی ایران سال ۱۳۵۵(موضوع فیلم: تولید گلاب به شیوه سنتی در قمصر کاشان).
- فیلم «نخل» مستند، به عنوان فیلمبردار و کارگردان تهیه‌کننده: مؤسسه پژوهش‌های دهقانی و روستایی ایران سال ۱۳۵۶[موضوع فیلم: برگزاری مراسم تاسوعا و عاشورا در روستای تاریخی «ابیانه» در اطراف نطنز).[۱]
- فیلم «بازار در اردهال» مستند، به عنوان محقق و کارگردان و تهیه‌کننده: شبکه دوم تلویزیون ایران سال ۱۳۵۸(موضوع فیلم: برگزاری مراسم قالی شویان در مشهد اردهال از توابع کاشان و برپایی بازاری موقت به مدت دو روز در حاشیه مراسم)[۱]
- فیلم «دانه‌های روغنی» مستند، به عنوان محقق، تهیه‌کننده: شبکه دو تلویزیون ایران سال ۱۳۶۱(موضوع فیلم: کشت دانه‌های روغنی در استان‌های شمالی ایران).
- فیلم «گاز، آتش، باد» مستند، به عنوان عکاس و دستیار کارگردان، کارگردان کامران شیردل، تهیه‌کننده وزارت نفت سال ۱۳۶۴–۱۳۶۳ (موضوع فیلم: هدر رفتن گازهای حاصل از استخراج نفت و یافتن راه حل برای این معضل).
- فیلم «آبگینه» مستند، به عنوان محقق، کارگردان و فیلمبردار، تهیه‌کننده: فرهاد ورهرام سال ۱۳۶۵(موضوع فیلم: کارگران یک کارگاه شیشه‌گری در جنوب تهران)
- فیلم «تاراز»، مستند، به عنوان محقق و کارگردان، تهیه‌کننده: فرهاد ورهرام سال ۱۳۶۷ ـ ۱۳۶۶(موضوع فیلم: زندگی چند خانوار عشایر بختیاری در گرمسیر، مسیر کوچ و سردسیر).
- فیلم «قتل شتر» مستند، به عنوان محقق و کارگردان، تهیه‌کننده: دفتر فیلم رسانه، پویا و فرهاد ورهرام سال ۱۳۷۰(موضوع فیلم: برگزاری مراسم عید قربان در یکی از محلات قدیمی شهر کاشان).[۵]
- فیلم «عروسی مقدس» (عروسی پیر شالیار)، مستند، به عنوان محقق و کارگردان، تهیه‌کننده: مرکز تهیه فیلم‌های مستند علمی اتریش با همکاری موزه مردم‌شناسی وین سال ۱۳۷۴–۱۳۷۳(موضوع فیلم: برگزاری مراسم سالگرد عروسی پیری افسانه‌ای در روستای اورامان تخت در استان کردستان).[۵]
- باغ‌های زیرزمینی، به عنوان محقق و کارگردان سال ۱۳۷۷(موضوع فیلم: دربارهٔ درخت‌های انگور که در زیر زمین کشت می‌شوند).[۱]
- فیلم «یاد و یادگار» مستند به عنوان محقق و کارگردان همراه با مصطفی رزاق کریمی، تهیه‌کننده شبکه سحر سیمای جمهوری اسلامی ایران سال ۱۳۷۸–۱۳۷۷(موضوع فیلم: گذری بر هنر در ایران از دوران غارنشینی تا حال).
- فیلم «آسمان» مستند، به عنوان محقق و کارگردان همراه با مصطفی رزاق کریمی، تهیه‌کننده شرکت هواپیمایی آسمان سال ۱۳۷۸.[۳]
- مستند «خلوت جنگل» سال ۱۳۸۶.[۶]
- مستند «از آلپ تا دماوند» به عنوان کارگردان به سفارش شبکه دوم سیما.[۷]
- یک قسمت از مجموعه مستند «بیابان» به عنوان کارگردان و تهیه‌کنندگی مرتضی رزاق کریمی و به سفارش شبکه یک سیما با موضوع خشکسالی تحت عنوان «اگر باران به کوهستان نبارد» را کارگردانی کرده‌است.[۷]
- فیلم «سرزمین خانه خورشید»، نویسنده و کارگردان فرهاد ورهرام، ۱۳۹۰.
- مستند بلند «سیاهان جنوب» ،طرح، تحقیق، عکاسی، کارگردانی و تهیه کنندگی: فرهاد ورهرام؛ تصویربردار: رضا تیموری؛ صدابردار: احمدرضا طایی، تهیه‌کننده: مرکز گسترش سینمای مستند و تجربی سال۱۳۹۲[۸]
- مجموعه خاطرات روستا ۱۳۹۶ تهیه کنندگی: فرهاد ورهرام؛ تولید شبکه مستند
- مستند 《عروسی پسر زینت》، ۱۳۹۷ ،طرح، تحقیق، کارگردانی و تهیه کنندگی: فرهاد ورهرام؛ تصویربردار: رضا تیموری

## نمایشگاه‌های عکس از آثارش
- زلزله طبس، دانشگاه تهران سال۱۳۶۶.[۲]
- انسان، طبیعت، معماری، وزارت کشاورزی، تهران سال۱۳۶۸.
- صیادی در ایران، تهران سال ۱۳۶۹.[۲]
- عشایر بختیاری، شهرکرد۱۳۶۹.[۲]
- مردم ایران ـ رنه انیستیتو، وین سال۱۳۷۰.
- انسان، طبیعت، معماری، انستیتو آسیایی و آفریقایی، گراتس، اتریش سال۱۳۷۰.[۲]
- طبیعت ایران، انستیتو آسیایی و آفریقایی، گراتس، اتریش سال۱۳۷۱.
- کردستان، پولی کالج، وین سال۱۳۷۲.
- ایل راه، کوچ ایل بختیاری، قصر کورنبرگ، گراتس، اتریش سال۱۳۷۲.
- عشایر بختیاری، پاله پالفی، وین سال۱۳۷۳.[۲]
- ایل راه، موزه مردم‌شناسی وین سال۱۳۷۳.[۲]
- کویر، گالری هفت ثمر، تهران سال۱۳۷۶.
- عشایر بختیاری، ام ـ کا ـ دو، پاریس سال۱۳۷۷.
- دست‌بافته‌های عشایر، پاله پالفی، وین سال۱۳۸۱.[۲]
- دریای گمشده (کویرهای ایران)، گالری اینترکپی، وین سال۱۳۸۲.[۲]
- احساسات ایرانی، موزه کوارتیه، وین سال۱۳۸۲.[۲]
- نمایشگاه عکس، انستیتو آسیایی آفریقایی، گراتس، اتریش سال۱۳۸۲.[۳]
- نمایشگاه «مترسک» در نگارخانه «دی» تهران سال۱۳۸۸.[۹]